# Circumgon

ある circumgon。これは正多角形でない円外接多角形にもなっている。

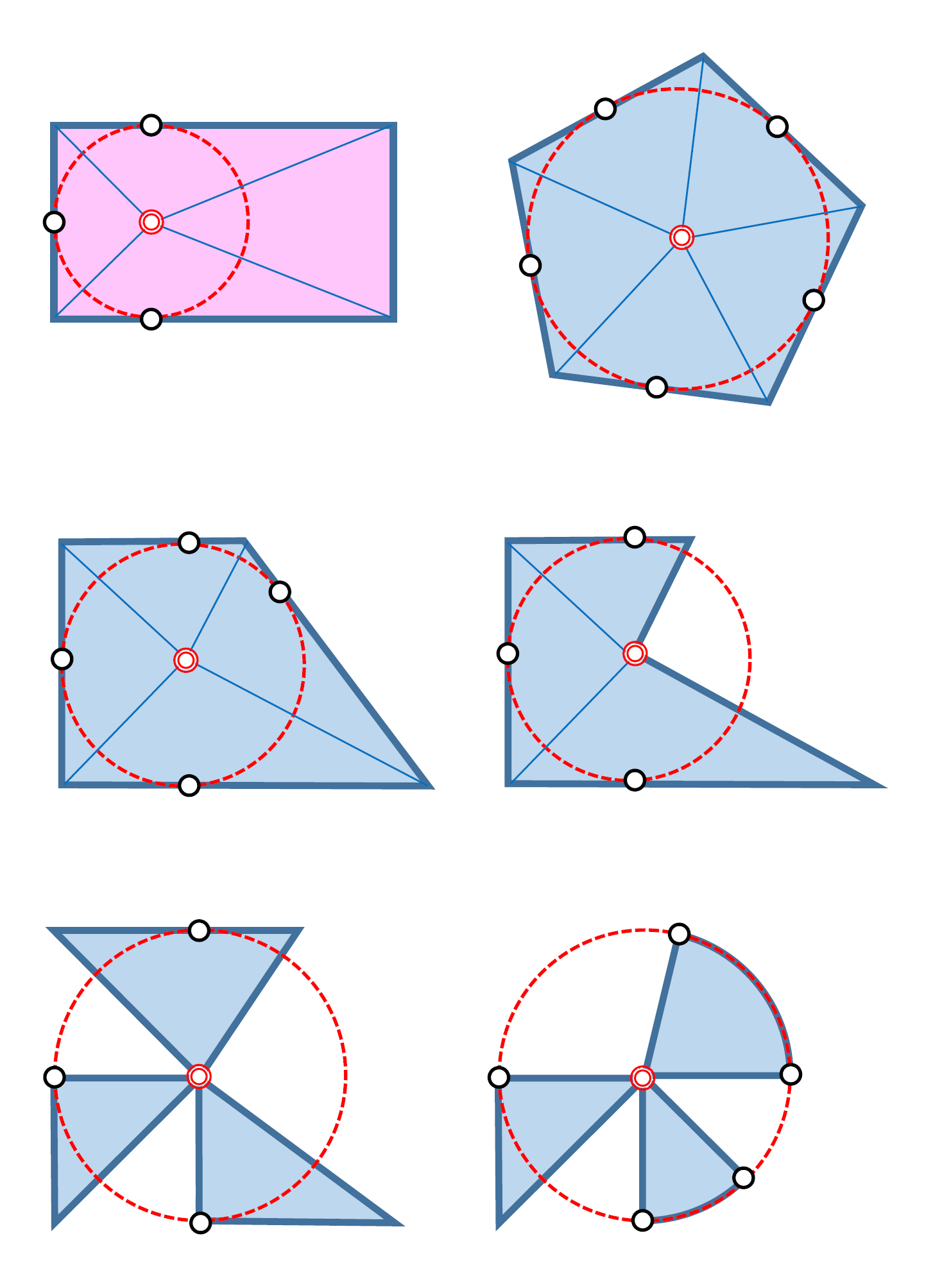
circumgon の例: 左上の長方形は反例として挙げてある。

数学の特に初等幾何学における circumgon（円外接多角形状図形）は、以下に述べる意味で適当な円に「外接」する図形である: その図形は、一つの円の中心に一つの頂点を持ちその対辺がその円の接線上にあるような三角形たちの、互いに重なり合わない辺の合併を言う:p. 855。ただし、極限の場合として circumgon の一部または全部が円弧となることを許す。circumgon 領域 (circumgonal region; 円外接多角形状領域) とはそれら三角形の囲む三角形状領域の合併を言う。

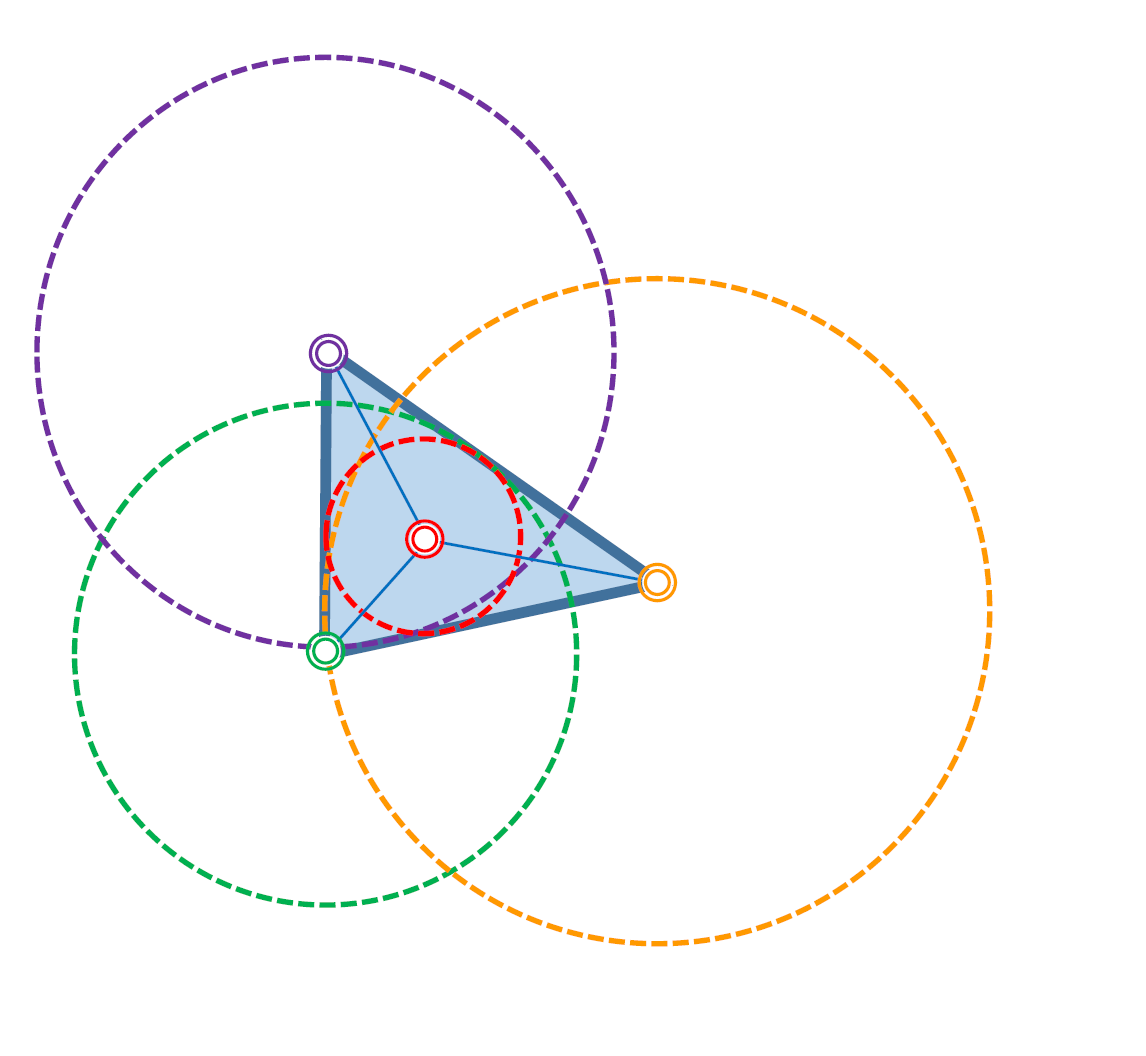
任意の三角形はその内接円に関する circumgon である（この場合、もとの三角形は、その三角形の内心を頂点として共有する三つの小三角形の合併になっている）。さらに全ての角が鋭角のときには、各頂点を中心とする円周に関する circumgon でもある（この場合、もとの三角形全体ただ一つが circumgon を構成する小三角形である）。

任意の三角形は、その三角形の内接円と呼ばれる円に外接するから、circumgonal である。また任意の正方形も circumgonal であり、実は任意の正多角形あるいはより一般に任意の円外接多角形が circumgonal となる。だからと言って任意の多角形が circumgonal なわけではなく、例えば（正方形でない）長方形はそうならない。また circumgon は凸多角形であることを要しない: 例えば、円の中心でのみ交わる三つの楔型からなる図形は circumgonal である。
すべての circumgon が面積周長比および重心に関する共通の性質を持つ。これらの性質により circumgon は初等幾何学の研究対象として意義を成す。
circumgon の概念および語法を導入してそれらの性質を初めて調べたのは Apostol & Mnatsakanian (2004) である。

## 性質
circumgon に内接する円をその circumgon の内接円 (incircle) と言い、その半径を内半径 (inradius), その中心を内心 (incenter) と呼ぶ。

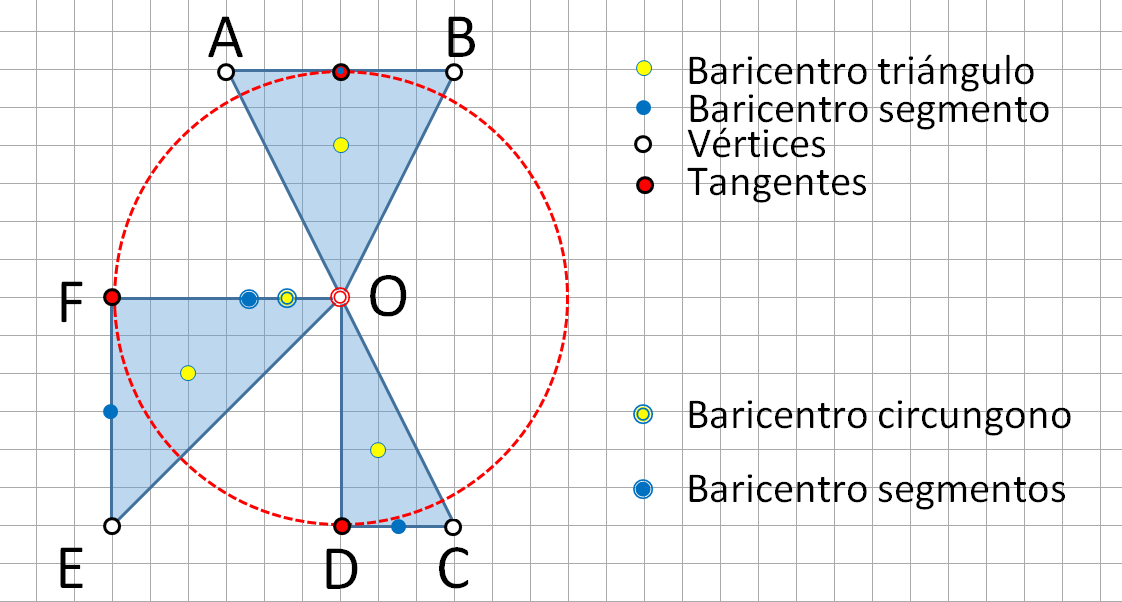
各三角形の重心(黄) とそれらの重心（面積重心）(黄二重丸) および circumgon の各辺の中点(青) とそれらの重心（境界重心）(青二重丸): circumgon の内心(赤二重丸) を含めた二重丸で表された三つの点が同一直線上にある。

- circumgon 領域の面積は、その周長（外周にある辺の長さの総計）と内半径との積の半分に等しい。
- circumgon 領域の内心から面積重心 GA へ結ぶベクトルと、内心から境界重心（周囲の辺上にある点全体の成す集合の重心）へ結ぶベクトル GB は {\displaystyle G_{B}=(3/2)G_{A}} なる関係を持つ。したがって、この二つの重心と内心は同一直線上にある。